# Resolutie 758 Veiligheidsraad Verenigde Naties
Resolutie 758 van de Veiligheidsraad van de Verenigde Naties werd unaniem aangenomen op 8 juni 1992.

## Achtergrond
In 1980 overleed de Joegoslavische leider Tito, die decennialang de bindende kracht was geweest tussen de zes deelstaten van het land. Na zijn dood kende het nationalisme een sterke opmars, en in 1991 verklaarden verschillende deelstaten zich onafhankelijk. Zo ook Bosnië en Herzegovina, waar in 1992 een burgeroorlog uitbrak tussen de Bosniakken, Kroaten en Serviërs. Deze oorlog, waarbij etnische zuiveringen plaatsvonden, ging door tot in 1995 vrede werd gesloten.

## Inhoud
De Veiligheidsraad:
- bevestigt de resoluties 713, 721, 724, 727, 740, 743, 749, 752 en 757;
- merkt op dat de secretaris-generaal de Maarschalk Tito-barakken in Sarajevo liet ontruimen;
- bemerkt het akkoord tussen alle partijen in Bosnië en Herzegovina om de luchthaven van Sarajevo voor humanitaire doeleinden te heropenen;
- merkt verder op dat die heropening een eerste stap is naar een veiligheidszone rond Sarajevo;
- betreurt dat de gevechten doorgaan waardoor geen hulpgoederen kunnen worden verdeeld rond Sarajevo;
- benadrukt dat dringend een onderhandelde oplossing uit de bus moet komen;

1. keurt het rapport van de secretaris-generaal goed;
2. beslist het mandaat van de VN-Beschermingsmacht te verlengen en versterken;
3. geeft de secretaris-generaal toestemming om militaire waarnemers te sturen;
4. vraagt de secretaris-generaal toestemming te vragen om bijkomende elementen van de macht in te zetten als aan alle voorwaarden om het mandaat uit te voeren, waaronder een effectief staakt-het-vuren, wordt voldaan;
5. veroordeelt diegenen die het staakt-het-vuren schenden;
6. roept alle betrokkenen op het akkoord te respecteren;
7. eist dat alle betrokkenen samenwerken met de Macht en de hulporganisaties;
8. eist dat alle betrokkenen zorgen dat hulpgoederen kunnen worden verdeeld rond Sarajevo;
9. vraagt de secretaris-generaal zijn bemiddeling voort te zetten;
10. vraagt de secretaris-generaal ook binnen de zeven dagen te rapporteren;
11. besluit actief op de hoogte te blijven.

## Verwante resoluties
- Resolutie 752 Veiligheidsraad Verenigde Naties
- Resolutie 757 Veiligheidsraad Verenigde Naties
- Resolutie 760 Veiligheidsraad Verenigde Naties
- Resolutie 761 Veiligheidsraad Verenigde Naties

Lijst ·  726 ·  727 ·  728 ·  729 ·  730 ·  731 ·  732 ·  733 ·  734 ·  735 ·  736 ·  737 ·  738 ·  739 ·  740 ·  741 ·  742 ·  743 ·  744 ·  745 ·  746 ·  747 ·  748 ·  749 ·  750 ·  751 ·  752 ·  753 ·  754 ·  755 ·  756 ·  757 ·  758 ·  759 ·  760 ·  761 ·  762 ·  763 ·  764 ·  765 ·  766 ·  767 ·  768 ·  769 ·  770 ·  771 ·  772 ·  773 ·  774 ·  775 ·  776 ·  777 ·  778 ·  779 ·  780 ·  781 ·  782 ·  783 ·  784 ·  785 ·  786 ·  787 ·  788 ·  789 ·  790 ·  791 ·  792 ·  793 ·  794 ·  795 ·  796 ·  797 ·  798 ·  799